# 이해도
이해도(李海度, 1929년 6월 13일 - )는 대한민국의 교육자이자 서예가이다.

## 생애
대한민국의 서예가로 본관은 전주(全州), 이름은 해도(海度), 호(號)는 일민(一民)이다. 이범용(李範鎔)의 아들로 충남 부여에서 1929년 음 6월 13일에 탄생하였다. 혜리통상(慧利通商) 대표이사, 고등학교 교감 등을 역임하였고, 현재는 서예가이며, (사)전주리씨대동종약원 미술분과위원회 이사(理事), 전주이씨덕흥대원군파대종회 부회장이다.

이해도가 예서로 쓴 덕흥대원군 한시

학창시절에 여초 김응현(金膺顯)의 숙부였던 창애(滄崖) 김순동(金舜東)에게 서예를 배웠으며, 故일중(一中) 김충현(金忠顯), 백아(白牙) 김창현(金彰顯), 여초(如初) 김응현(金應顯)의 3형제와 서예를 교류하기도 하였으며, 친분이 두터운 사이이다.
일민은 오서(전서, 예서, 행서, 초서, 해서 등) 중 예서에 뛰어나며, '선비는 글씨를 팔지 않으며, 출품도 하지 말라'는 스승의 유지로 출품을 하지 않아 일반 대중에게는 잘 알려지지는 않았다. 이화서예전과 운경 이재형 추모전에만 출품했다.
열성어제 10폭 병풍, 사찰 대웅전 현판, 예서로 쓴 덕흥대원군 한시와 조선 헌종조와 철종조에 왕위에 물망 오른 경원군 이하전 등의 묘갈 전면 등 수많은 작품이 있다.